# Loxocauda stevanovici
Loxocauda stevanovici is een mosselkreeftjessoort uit de familie van de Loxoconchidae. De wetenschappelijke naam van de soort is voor het eerst geldig gepubliceerd in 1972 door Krstic.